# マミジロノビタキ

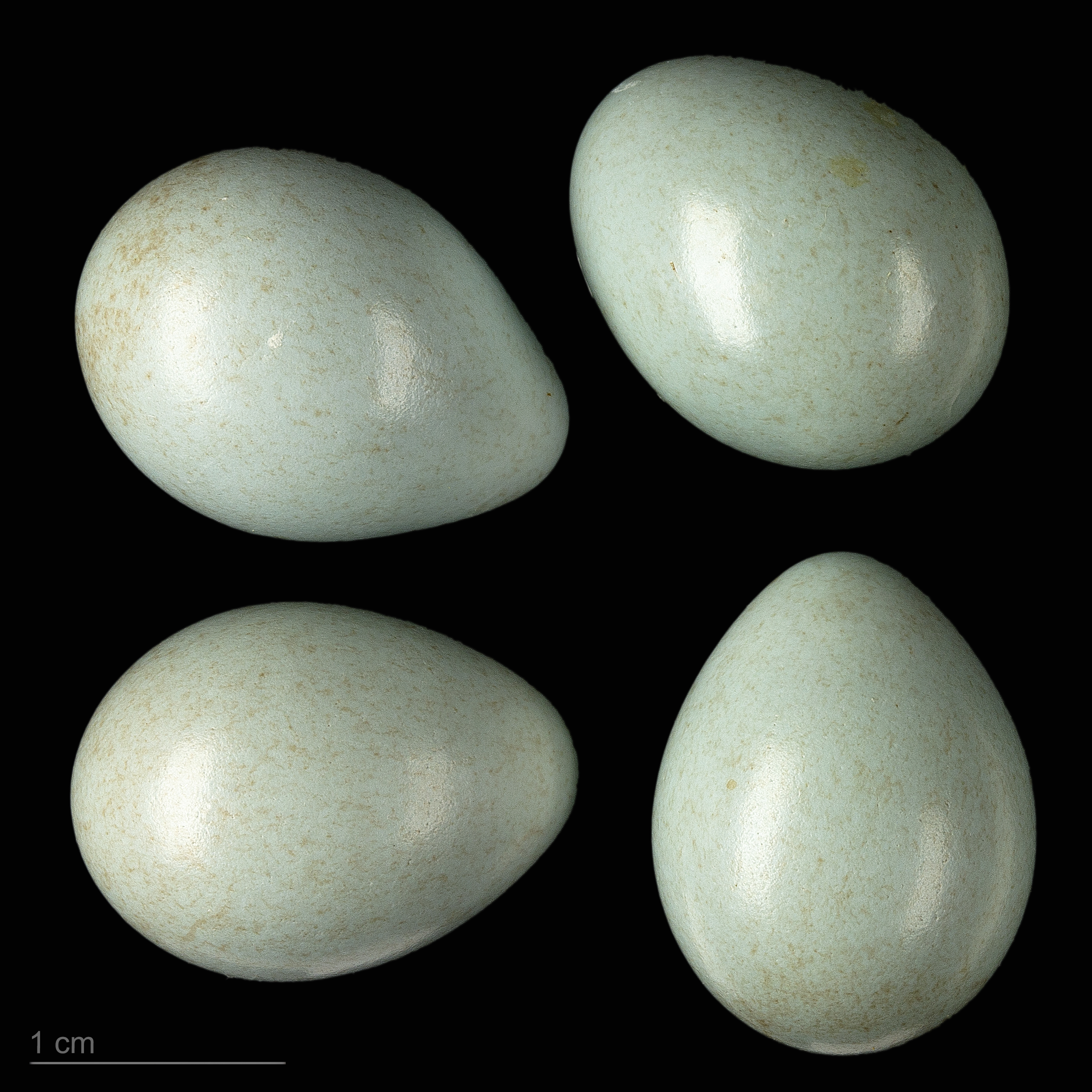
Saxicola rubetra

マミジロノビタキ（眉白野鶲、学名：Saxicola rubetra）は、スズメ目ツグミ科に分類される鳥である。

## 分布
フランス以東のヨーロッパからロシア東部で繁殖し、冬期は南方へ渡る。
日本では迷鳥として、1998年に沖縄本島での記録があり、石川県輪島市舳倉島で2009年9月から10月にかけて観察されている。

## 形態
体長約14cm。雄雌ともに白い眉斑がある。